# Skalnica nakrapiana
Skalnica nakrapiana (Saxifraga aizoides) – gatunek rośliny należący do rodziny skalnicowatych. Występuje w górach Europy. W Polsce niemal wyłącznie w Tatrach, gdzie jest rośliną pospolitą. Zdarza się ją spotkać poza Tatrami, wzdłuż potoków, gdzie jest czasami znoszona przez wodę.

## Morfologia

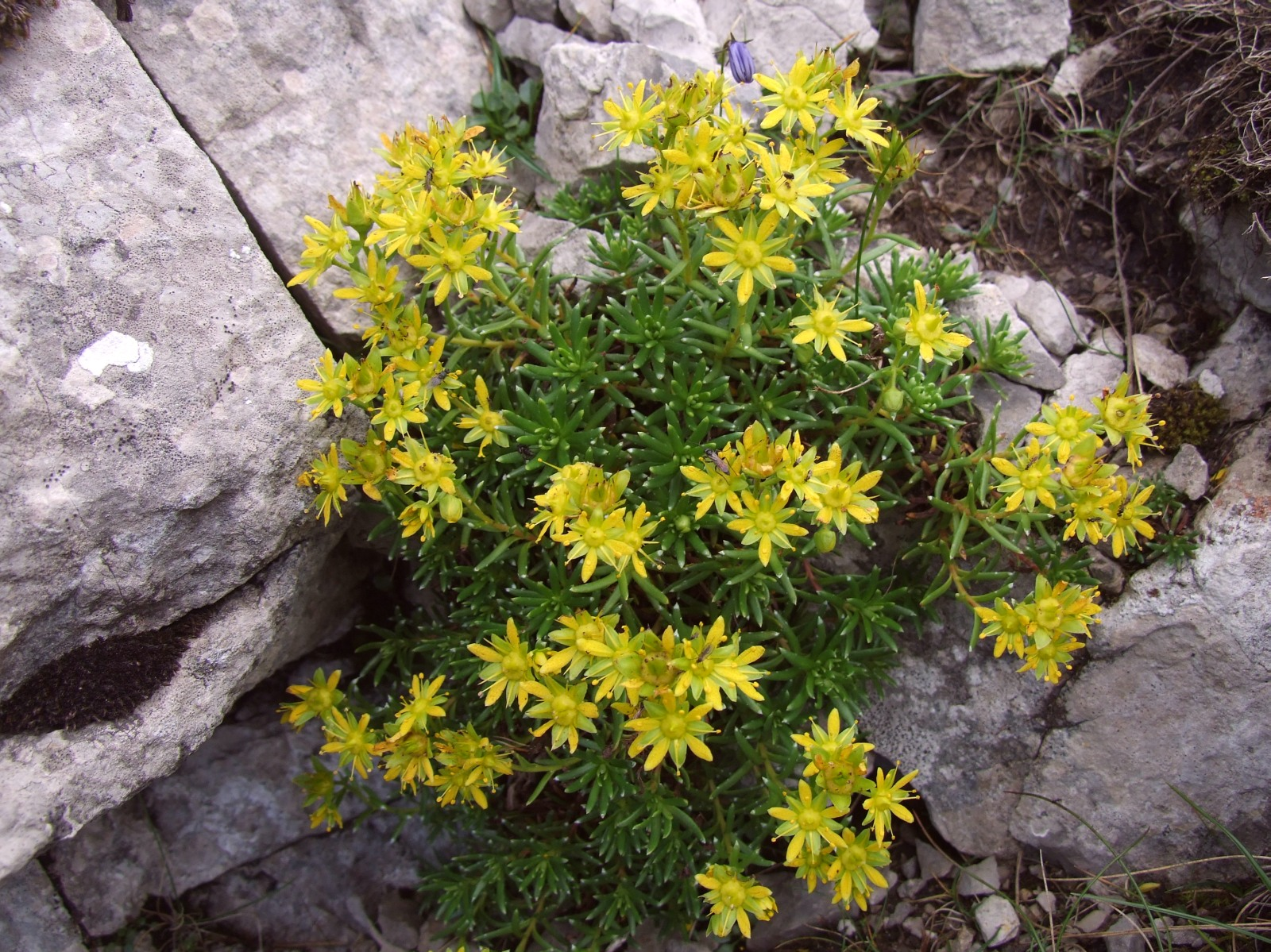

PokrójRoślina darniowa osiągająca wysokość 15–25 cm.
ŁodygaPokładająca się, dołem gęsto, górą rzadko ulistniona, stosunkowo gruba, soczysta. Część łodyg to łodygi kwiatowe, część to łodygi płone.
LiścieRównowąskie, mięsiste i dość grube, wypukłe na górnej stronie, płaskie na spodniej. Mają długość do 3 cm, są krótko zaostrzone i zwykle mają orzęsione brzegi. Ulistnienie skrętoległe. Na łodyżkach płonych liście występują liczniej, niż na kwiatowych. Od dołu obsychają i brunatnieją. Listki na szczycie posiadają jeden wypotnik, ale nie wydzielający wapnia.
KwiatyZebrane w 3–12 kwiatowe grono na szczycie łodyg kwiatowych. Kwiat zbudowany jest z 5 podługowatoowalnych, żółtozielonych działek kielicha i 5 dłuższych od działek płatków korony. Płatki korony są ciemnożółte i przeważnie czerwono nakrapiane, co jest cechą charakterystyczną tego gatunku. Pojedynczy słupek o dwóch szyjkach zakończonych główkowatymi znamieniami i 10 żółtych pręcików. Roślina miododajna i owadopylna, pierścieniowate miodniki znajdują się dookoła słupków.
OwocDwukomorowa torebka z bardzo drobnymi nasionami.

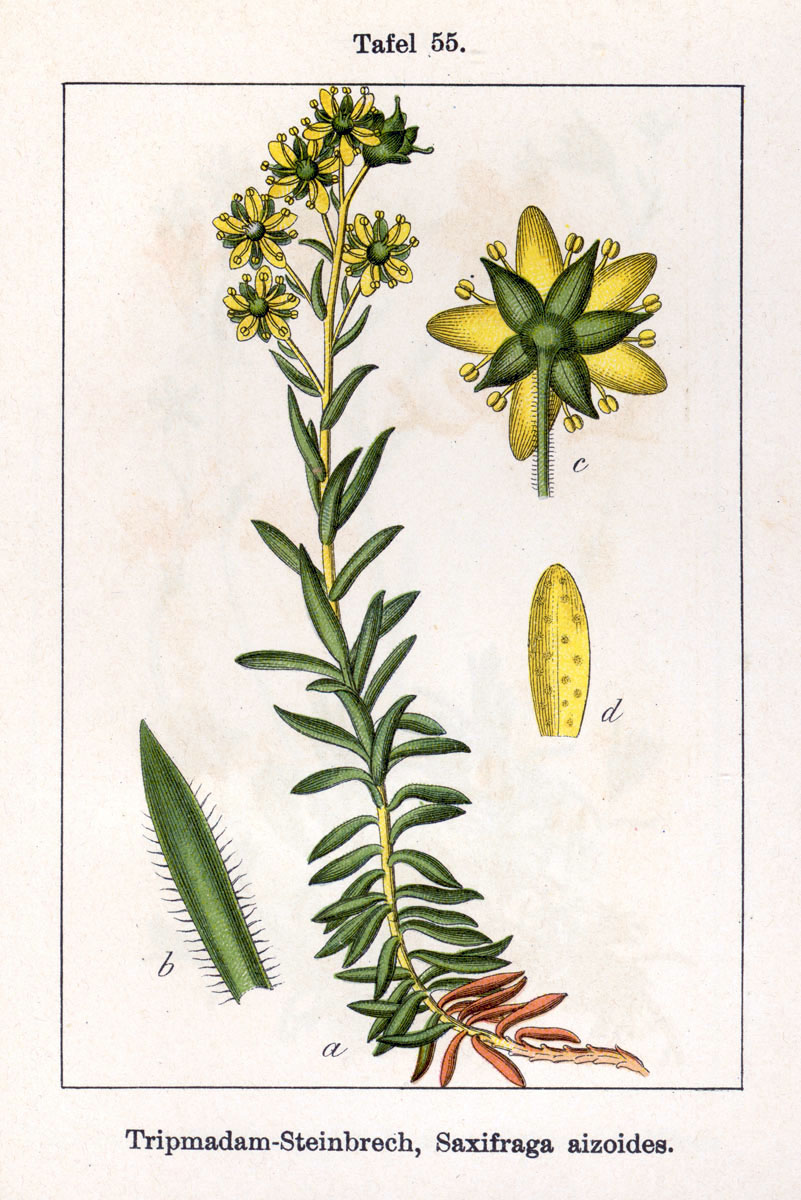
Morfologia
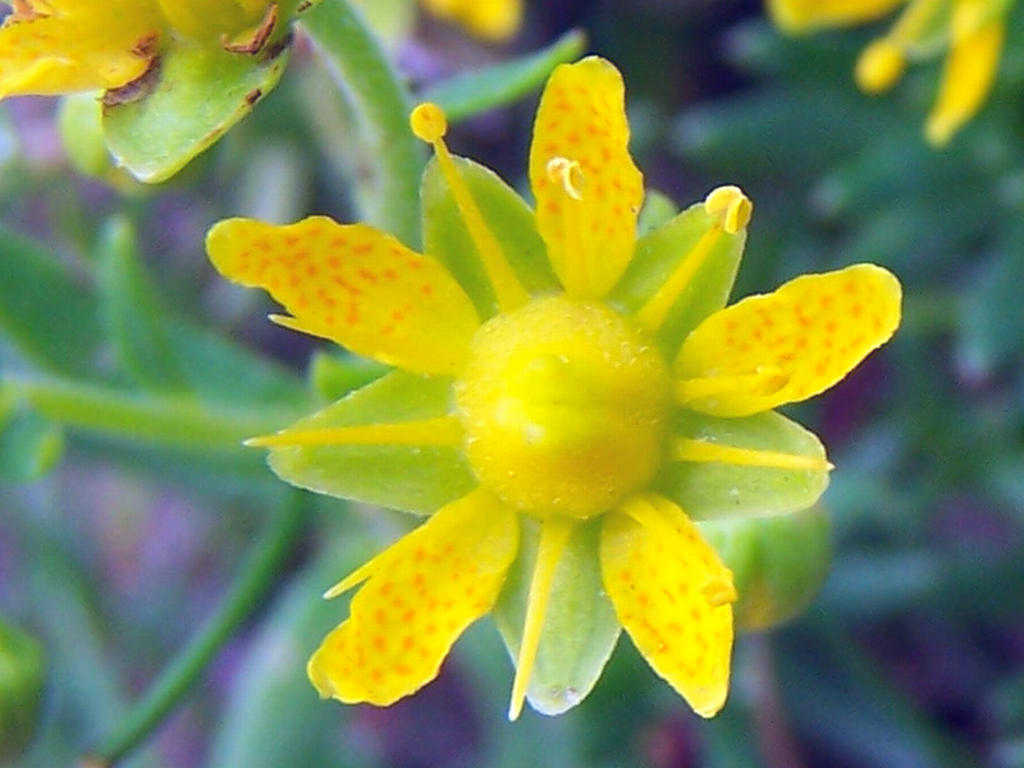
Kwiat
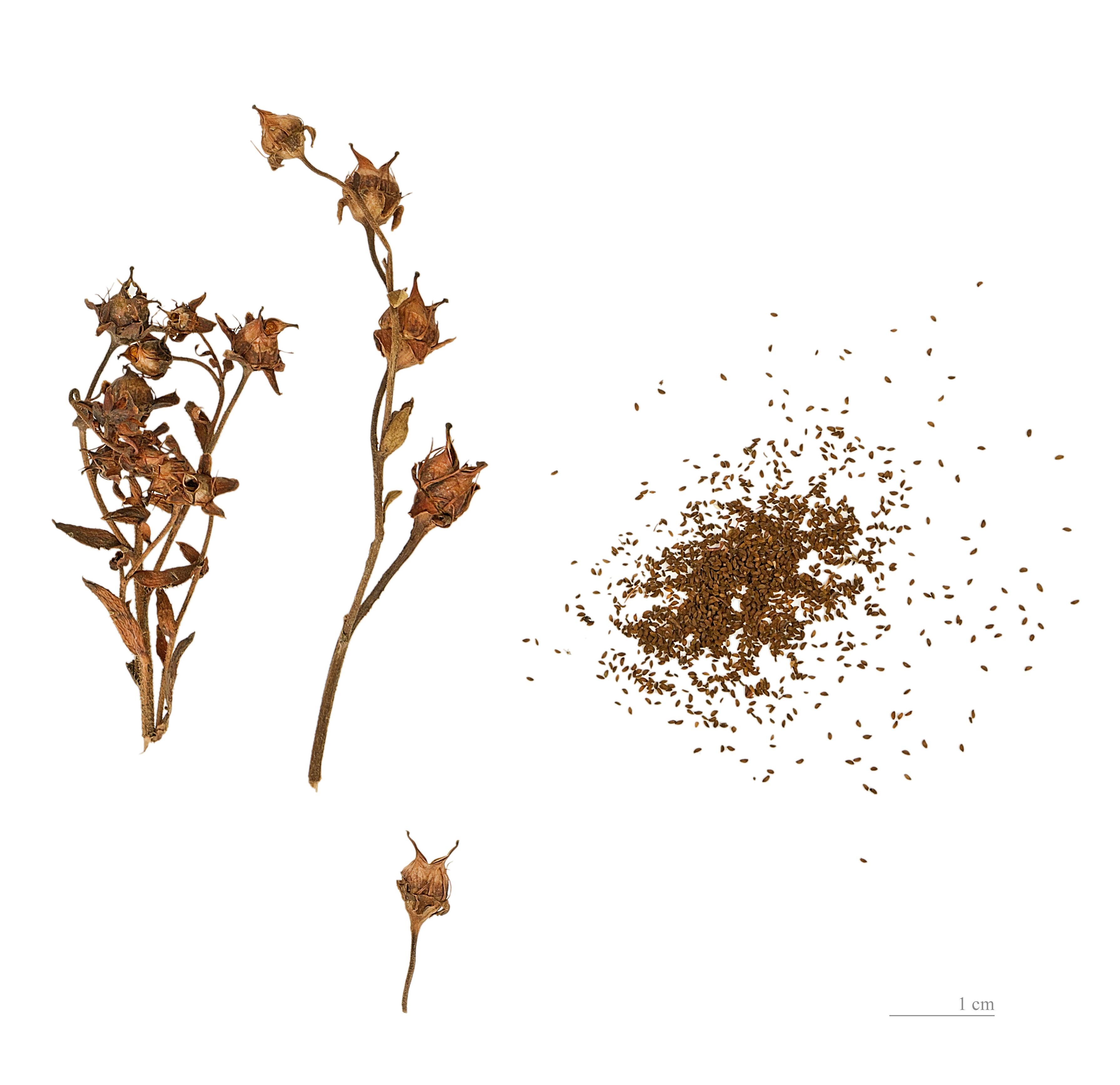
Owoce i nasiona

## Biologia i ekologia
Bylina. Kwiaty wyraźnie przedprątne – słupki zaczynają się rozwijać, dopiero gdy pręciki już przekwitną i odpadną. Roślina kwitnie od lipca do sierpnia, zapylana jest głównie przez muchy. Kwiaty zakwitają przez cały okres kwitnienia, tak, że na roślinie można znaleźć zarówno dojrzałe już torebki wysypujące nasiona, jak i dopiero rozwijające się kwiaty. Siedlisko: roślina górska, o pionowym zasięgu od ok. 700–2100 m n.p.m. Rośnie w szczelinach skalnych, na półkach skalnych (jeśli jest na nich stale wilgoć), w niskiej murawie, nad potokami i źródliskami górskimi. Jest rośliną umiarkowanie wapieniolubną, rośnie głównie na podłożu wapieni, ale czasami również na granicie. W klasyfikacji zbiorowisk roślinnych gatunek charakterystyczny dla Ass. Cratoneuro-Saxifragetum aizoidis.
Tworzy mieszańce z skalnicą seledynową.